# Шауэн
Шауэн (нем. Schauen) — община в Германии, в земле Саксония-Анхальт.
Входит в состав района Хальберштадт. Подчиняется управлению Остервик-Фальштайн. Население составляет 529 человек (на 31 декабря 2008 года). Занимает площадь 11,01 км².

## География
Коммуна Шауэн находиться в северной части Германии недалеко от предгорья Гарц на реке Ильзе к югу от города Остервик.
Возле коммуны находится дорога, ведущая через лесной парк Schauener Вуд в коммуну Штапельбург.

## Известные жители
- Вальтер Большой(1880—1943)-историк и председатель Шауэнского академического клуба.